# Istrater Mühle
Die Istrater Mühle ist eine ehemals am Rodebach gelegene Wassermühle mit einem unterschlächtigen Wasserrad in Selfkant, einer ländlichen Gemeinde im nordrhein-westfälischen Kreis Heinsberg.

## Geographie
Die Istrater Mühle hat ihren Standort auf der rechten Bachseite in Istraten im Ortsteil Süsterseel in der Gemeinde Selfkant. Das Gelände, auf dem das Hof- und Mühlengebäude steht, hat eine Höhe von ca. 52 m über NN. Nachbarmühlen sind oberhalb die Ingentaler Mühle, sowie unterhalb die Wehrer Mühle in Wehr.

## Gewässer
Der Rodebach versorgte bis in das letzte Jahrhundert vierzehn Mühlen mit Wasser. Der Bach beginnt an einem Rückhaltebecken in der Nähe von Siepenbusch in der Stadt Übach-Palenberg in einer Höhe von 105 m über NN. Bis zur Mündung in die Geleenbeek bei Oud-Roosteren in den Niederlanden hat der Rodebach eine Länge von 28,9 km. Die Mündungshöhe beträgt 29 m über NN. Die Pflege und Unterhaltung des Rodebachs und seiner Nebenbäche unterliegt den jeweiligen, anliegenden Städten und Gemeinden. → Siehe auch Rodebach

## Geschichte
Die Istrater Mühle wurde bereits 1343 als Besitz der Herren von Heinsberg genannt. In einem Sittarder Grenzweistum aus dem Jahre 1351 heißt sie „de overste moelen van Weer (Wehr) tot Yssstraeten“. Im 14. Jahrhundert erscheint die Mühle als Lehen der Lisa von Etzenrade. 1602 wird „Wilhelm v. Hanxeler, Herrn zu Herstale und Corvey“ genannt. Die Mühle war als Bannmühle für das alte Kirchspiel Breberen im Lande Millen bestimmt. Sie arbeitete hauptsächlich als Fruchtmühle, im 16. Jahrhundert wurde aber auch Färberwaid gemahlen. 1970 wurde der Mahlbetrieb eingestellt. Heute sind die Mühlengebäude zu Wohnzwecken umgebaut.

## Galerie

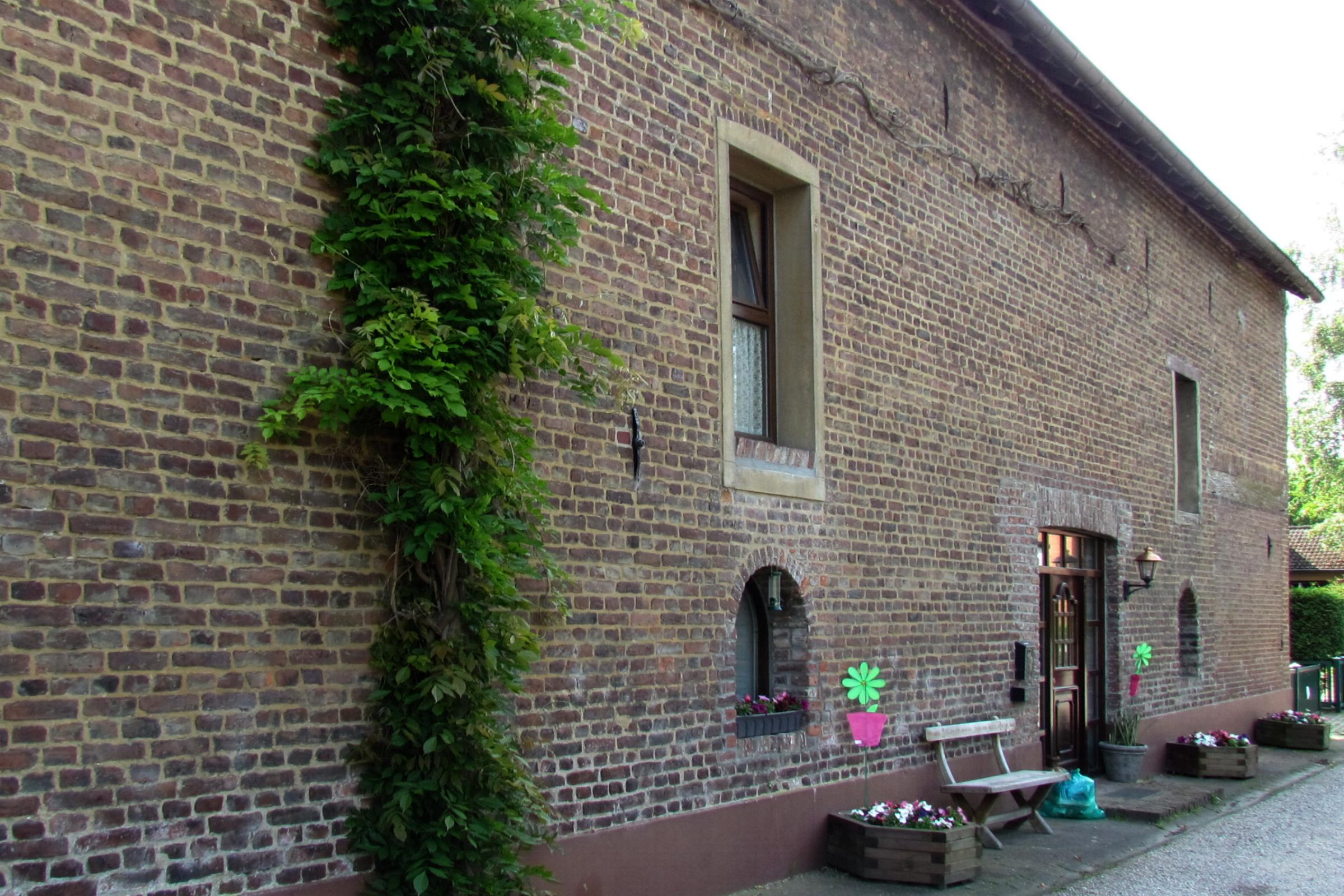
Wirtschaftsteil als Wohngebäude
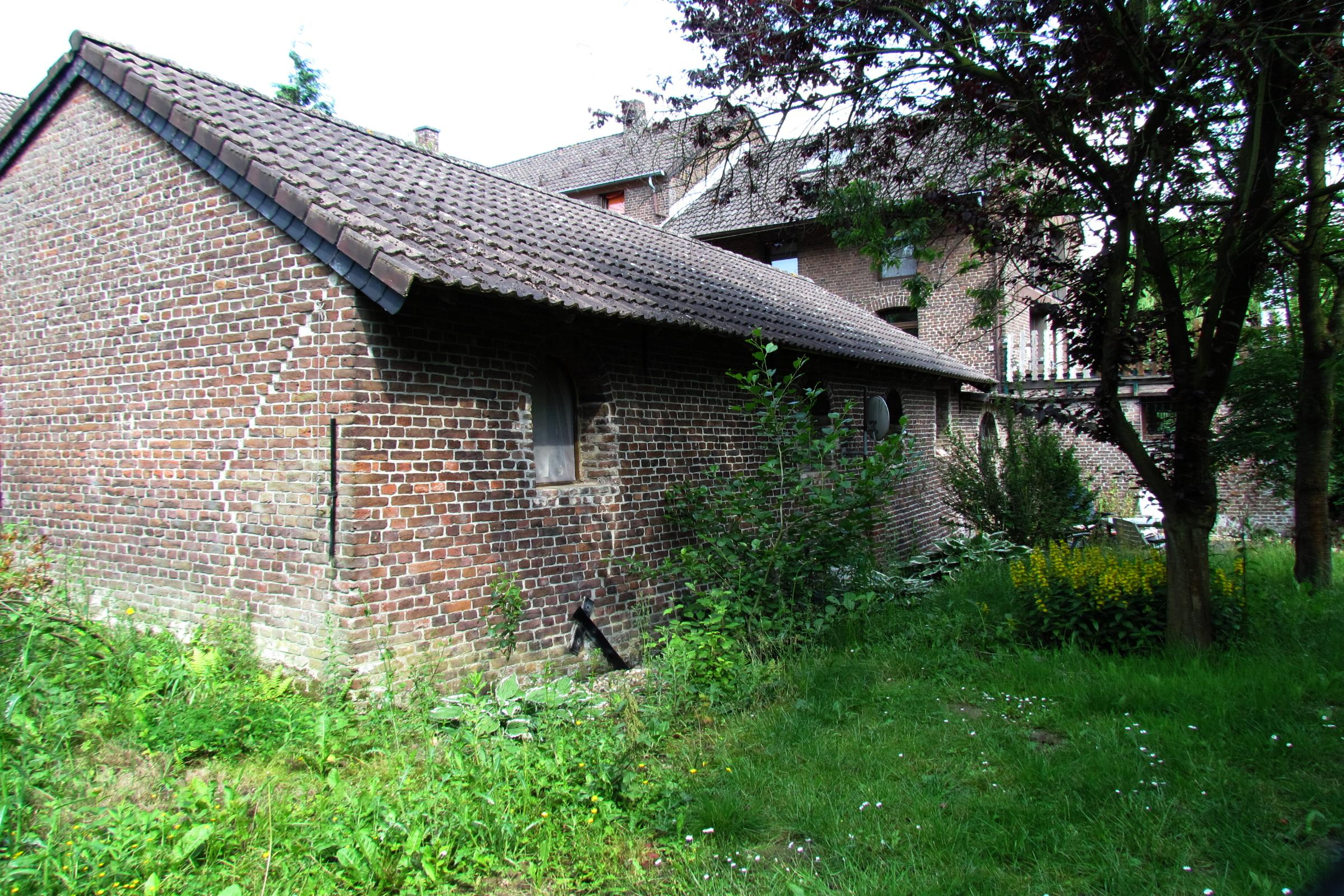
Nebengebäude der Ingentaler Mühle
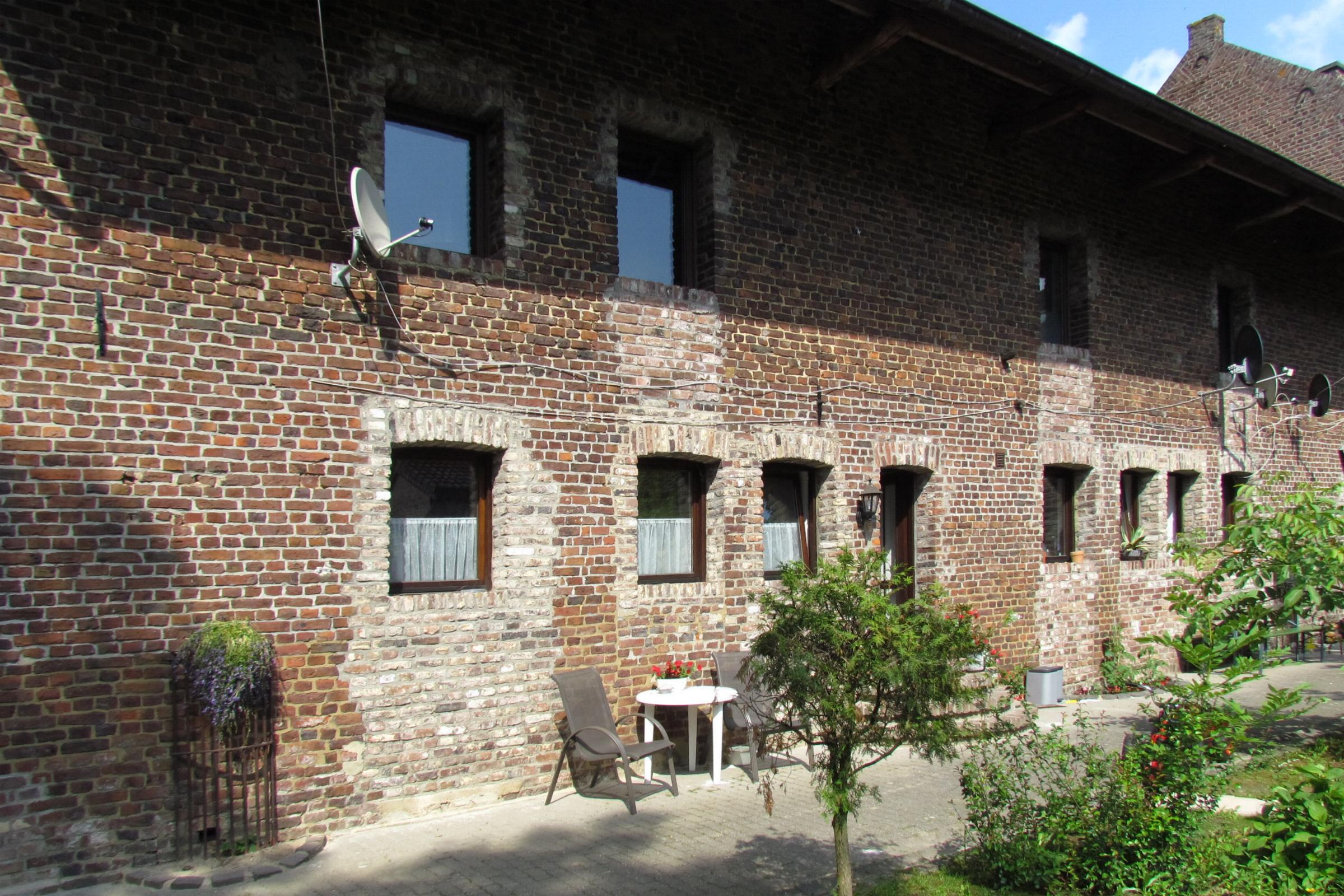
Wohnungen in der ehemaligen Mühle
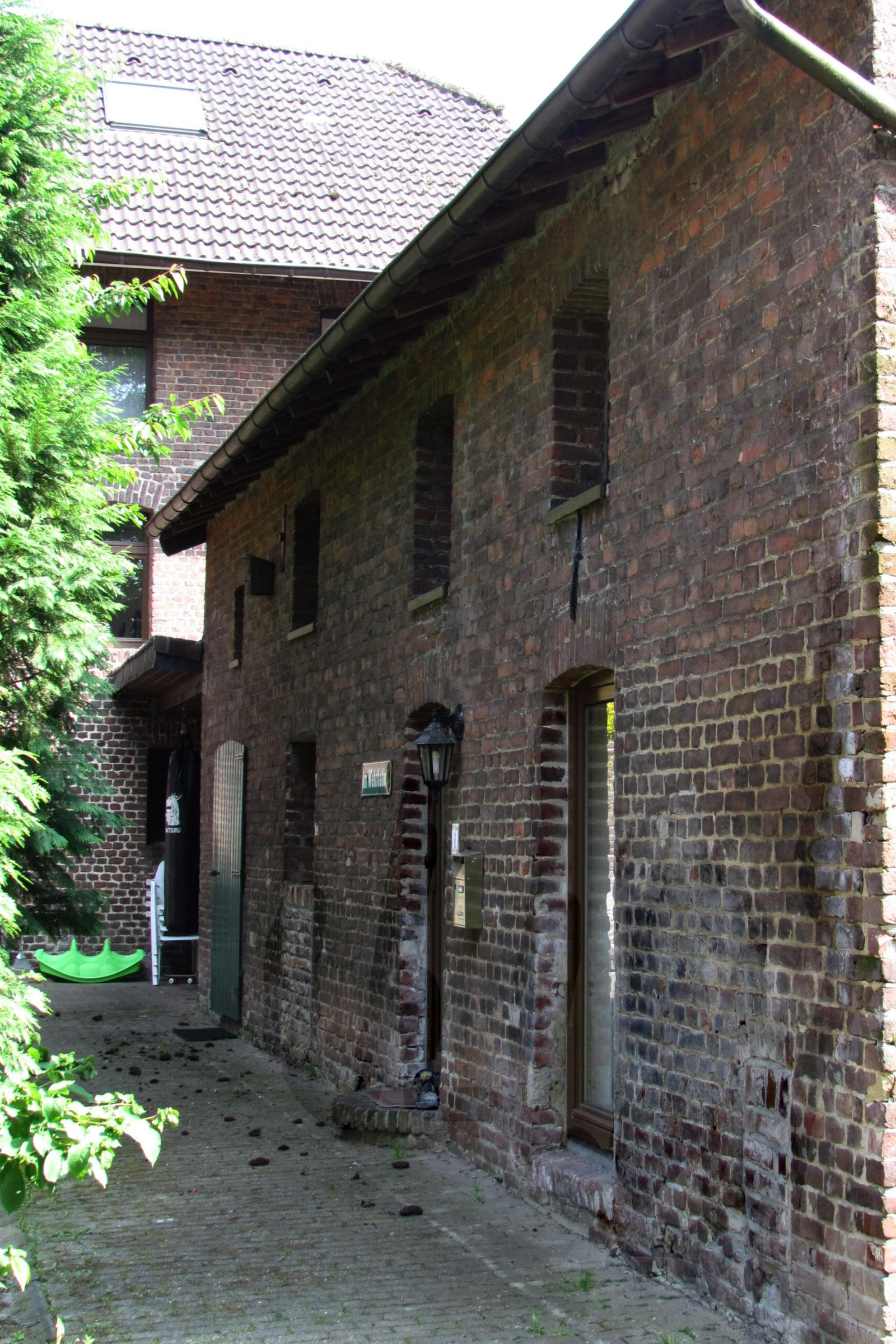
Hofgebäude als Wohnung
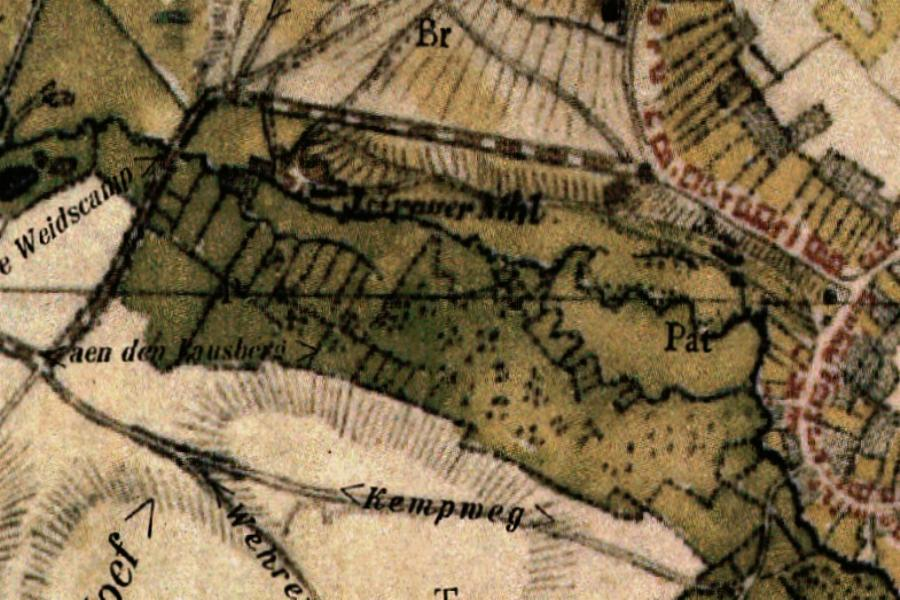
Tranchotkarte 1804/05